# Beli Potok (Knjaževac)
Beli Potok (Kyrillisch: Бели Поток) ist ein Dorf in der Opština Knjaževac und im Okrug Zaječar im Osten Serbiens.

## Geographie
Beli Potok liegt am südlichen Ausläufer der Karpaten, im südlichen Teil der Region Timočka Krajina.

## Einwohner
Laut Volkszählung 2002 (Eigennennung) gab es 243 Einwohner. Davon waren 241 Serben, ein Roma und eine Person war unbekannter Nationalität.
Weitere Volkszählungen:
| 1948 | 1953 | 1961 | 1971 | 1981 | 1991 |
| ---- | ---- | ---- | ---- | ---- | ---- |
| 1475 | 1498 | 1327 | 1030 | 678  | 446  |